# Svein Blindheim
Svein Lavik Blindheim (Voss, 29 de agosto de 1916 – 17 de marzo de 2013) fue un oficial del ejército noruego, conocido por ser miembro de la resistencia noruega durante la Segunda Guerra Mundial.

## Biografía
Blindheim era hijo de los profesores Severin Nicolai Blindheim (1890–1925) y Ragna Lavik (1891–1976). Además, su abuelo materno era Andres Lavik,
Antes de la Segunda Guerra Mundial, estudió en Askim, y compitió en carreras de atletismo y esquí con el Askim IF. Se formó como militar en Terningmoen.
Participó en la batalla del Puente Fossum en la campaña de Noruega, y fue miembro de la dirección de Operaciones Especiales de la Compañía Independiente Noruega. En 1944 fue el líder del grupo de sabotaje Aks 13000. Fue condecorado con la Cruz de guerra con espada y la Medalla de Guerra con una estrella por su contribución en la guerra.
Políticamente, se alineó con el Partido Liberal en la posguerra. En la elecciones de 1961 fue un candidato menor para el partido. En 1966 fue liberado de las Fuerzas Armadas después de haber criticado la política nuclear de Noruega.
En 1978 fue condenado a 75 días de prisión por revelar operaciones de espionaje en al Unión Soviética durante la Guerra Fría, a pesar de que la información revelada fue hecha pública por agentes finlandeses en un periódico años antes de Blindheim.